# Région de Gao
Pour les articles homonymes, voir Gao.

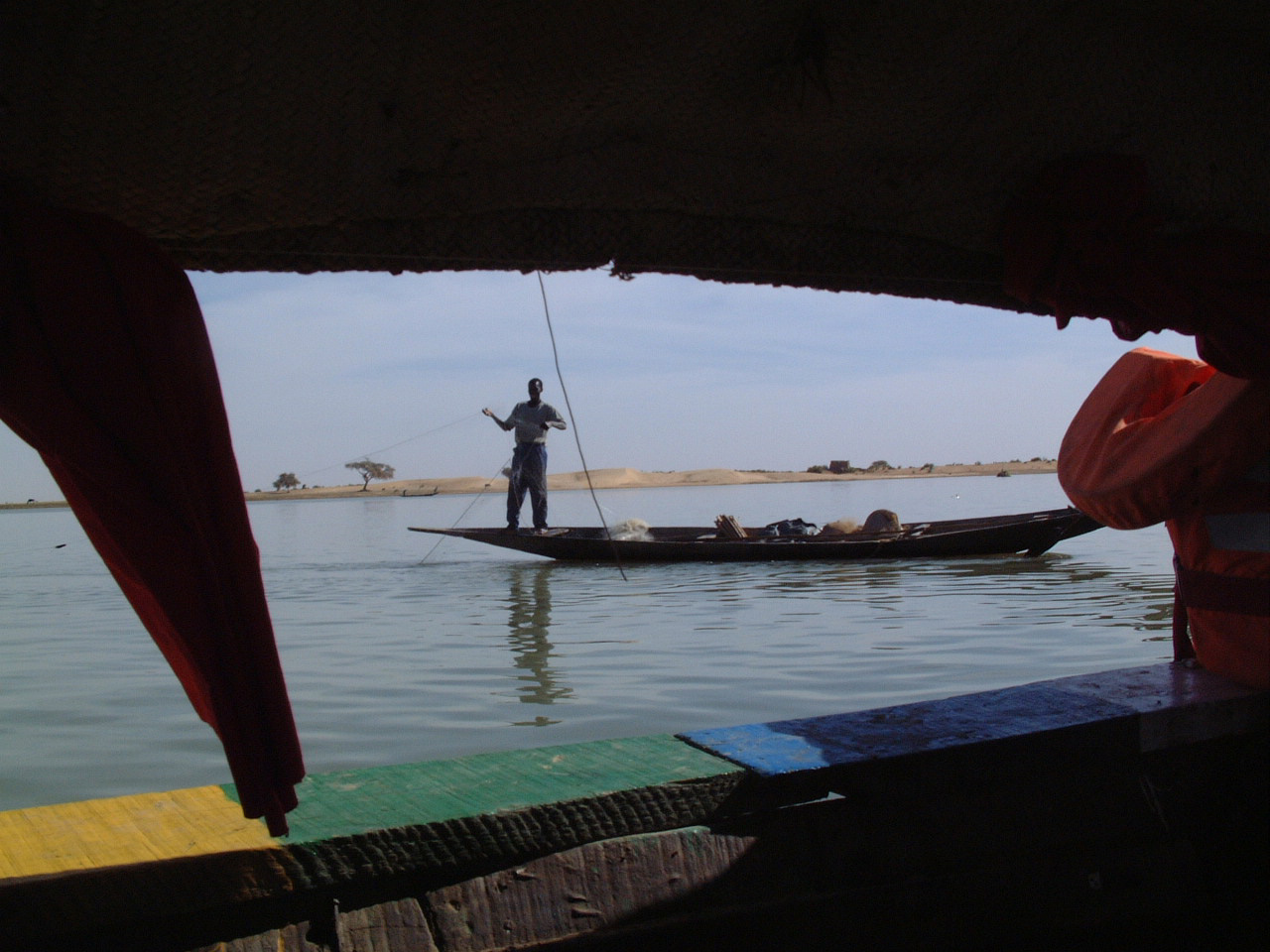
Pêcheur bozo sur le Niger près de Gao

La région de Gao est la septième région administrative malienne, et ce, depuis le 7 juin 1960. Située à l'est du pays. elle s’étend sur 94 484 km2 et son chef-lieu est la ville de Gao. En 2011, lors de l'établissement de nouvelles régions, elle passe d'une superficie de 40 020 km2 à son aire actuelle, au profit des régions de Ménaka.

## Géographie
La région de Gao est limitrophe trois régions maliennes, elle est limitée à l'est par la région de Ménaka, au sud par le Niger, au nord par la région de Kidal, à l’ouest par la région de Tombouctou.
|            | Kidal     |        |
| Tombouctou | Gao       | Ménaka |
| Sahel      | Tillabéri |        |

La région de Gao compte 4 forêts classées couvrant une superficie de 4 020 ha.
Dans la région sont situées la réserve partielle de faune d'Ansongo Ménaka et deux zones d’intérêt cynégétique (Tidermène-Alata et Inékar).

### Hydrographie
La région est située dans le bassin versant du fleuve Niger, elle est traversée par le fleuve Niger.

## Démographie et population
La région compte 544 120 habitants en 2009. 
La population a été multipliée  par près de 1,4 depuis 1998, soit un taux d'accroissement moyen annuel de 3,0 % entre 1998 et 2009. Le cercle d'Ansongo a connu la plus forte augmentation de la population (+58 %) suivi par ceux de Gao et Bourem (respectivement +40 % et +35 %).
Les femmes représentent 49,8 % de la population. 
La région de Gao est devenue, au fil des mouvements migratoires, pluri-ethnique, composée notamment de :
- Songhaïs
- Bozos
- Touaregs
- Bambaras
- Arabes (Kounta, Lamhar, Tajakant)
- Peuls (Gabéro, Sidibé, Wani, Baazi, Fafa...)

## Transport et économie

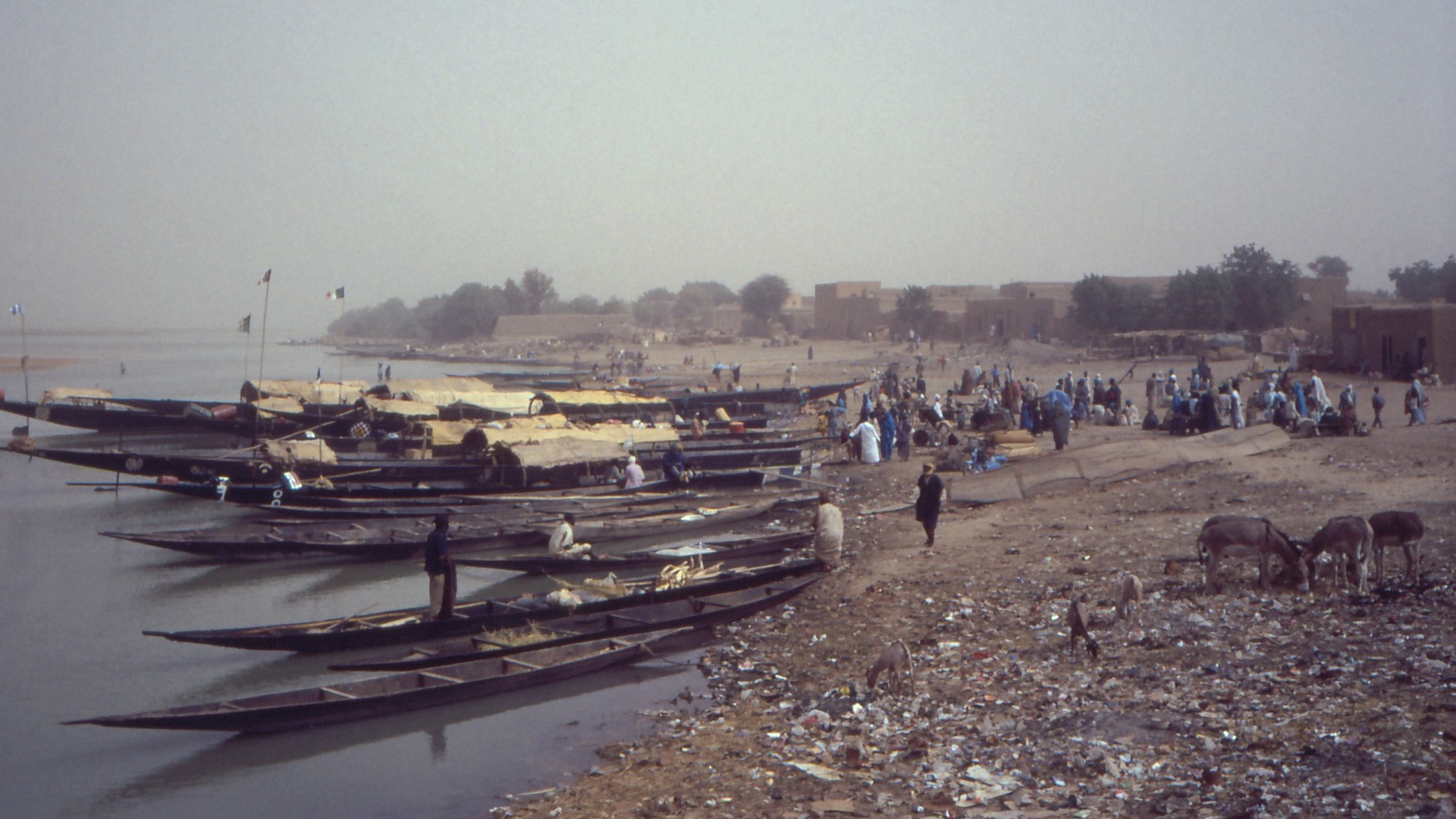
Pirogues sur les rives du Niger à Gao, Mali (1990)

Le 6 février 2010, le président Amadou Toumani Touré a posé la première pierre du barrage de Taoussa dans le cercle de Bourem. Ce barrage est la composante principale d’un projet, dont le coût estimatif est de 142 milliards de francs CFA, qui prévoit également des ouvrages annexes, une route d’accès de 130 km entre le site du barrage et Gao via Bourem, une centrale électrique de 25 MW, un réseau d’énergie électrique desservant les villes de Bourem, Gao et Bamba et des aménagements hydro-agricoles avec 185 000 hectares de terre aménagée.

## Histoire
La région de Gao est créée par une ordonnance du 12 juillet 1977.
En 2011, un redécoupage administratif est initié par le président Amadou Toumani Touré. Le 14 décembre 2011, le gouvernement adopte un projet de loi portant création des circonscriptions, cercles et arrondissements des régions de Tombouctou, Taoudénit, Gao et Ménaka. L'ancien Cercle de Ménaka qui appartenait à la région de Gao devient la région de Ménaka.

## Histoire récente
La région subit depuis 2012 la guerre du Mali; avec une certaine activité de différents groupes.

## Subdivisions administratives
La région de Gao comprend quatre cercles (Ansongo, Bourem, Gao et Ménaka), qui regroupent 24 communes.
Après l'adoption de la loi créant la région de Ménaka, la région de Gao sera constituée par :
- le cercle de Gao comprenant les Arrondissements de Gao central, Djébock, Haoussa–Foulane, N’Tillit, Tin-Aouker et Wabaria,
- le cercle d'Almoustrat comprenant les Arrondissements de Almoustrat central, Agharous, Ersane, M’Beikit Ljoul et Tabankort,
- le cercle d'Ansongo comprenant les Arrondissements de Ansongo central, Ouattagouna, Talatatye et Tessit,
- le cercle de Bourem comprenant les Arrondissements de Bourem central, Bamba et Téméra.